# ガイアナの都市の一覧

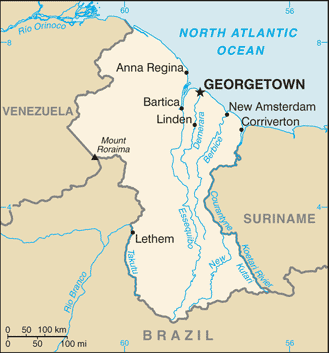
ガイアナの地図

ガイアナの都市の一覧。

## 人口1万人以上の都市(2012年)
| 順位 | 都市                 | 英語          | 人口(2012年) | 州                             |
| ---- | -------------------- | ------------- | ------------ | ------------------------------ |
| 1.   | ジョージタウン       | Georgetown    | 118,369      | デメララ＝マハイカ州           |
| 2.   | リンデン             | Linden        | 28,674       | アッパー・デメララ＝ベルビセ州 |
| 3.   | ニューアムステルダム | New Amsterdam | 15,373       | 東ベルビセ＝コレンティネ州     |
| 4.   | アンナ・レジーナ     | Anna Regina   | 11,133       | ポメローン＝スペナーム州       |

## その他の都市
- バルティカ（Bartica）
- コリバートン（Corriverton）
- フォート・ウェリントン（Fort Wellington）
- クル・クルル（Kuru Kururu）
- レセム（Lethem）
- マバルマ（Mabaruma）
- マディア（Mahdia）
- ナバカリス（Nabaclis）
- パラダイス（Paradise）
- ローズ・ホール（Rose Hall）
- トライアンフ（Triumph）
- ヴリード・エン・ホープ（Vreed en Hoop）

## 消滅した都市
- ジョーンズタウン（人民寺院）